# Kompilacja 2
Kompilacja 2 – drugi producencki album polskiego muzyka o pseudonimie artystycznym O$ka. Został wydany w marcu 2001 roku nakładem wytwórni Asfalt Records. Gościnnie wystąpili tacy muzycy jak Onar, Fisz, Grammatik czy Małolat.

## Lista utworów
Źródło.
1. „K2 Intro” – 0:52
2. „Trzeba Wiedzieć” – 3:15
3. „Skit” – 0:52
4. „Miałem Sen” – 3:39
5. „Skit” – 0:46
6. „Hallo Hallo” – 3:41
7. „Po To Jest Hip Hop” – 3:59
8. „Złota Rybka” – 3:28
9. „Dwanaście Tysięcy” – 4:52
10. „Nie Musisz Robić” – 4:21
11. „First Round” – 3:55
12. „Nie Do Zatrzymania” – 3:57
13. „Leniwy Czas” – 3:37
14. „Mam Problem” – 5:03
15. „K2 Outro” – 4:33